# Roncal-Salazar
Roncal-Salazar en espagnol ou Erronkari-Zaraitzu en basque (également connue sous l'appellation de Vallées pyrénéennes de l'Est) est une comarque de la communauté forale de Navarre, en Espagne.

## Administration
La comarque de Roncal-Salazar est formée par les vallées de Roncal et de Salazar et les municipalités de Castillonuevo et Navascués. La première désignation (commarque de Roncal-Salazar) renvoie au Zonage de 2000 de la Navarre, où la comarque est une sous-zone de la zone Pyrénées. La seconde (comarque des  Vallées pyrénéennes de l'Est) fait référence à la classification utilisée par les géographes Alfredo Floristan et Salvador Mensua dans leur division de la Navarre en comarques géographiques, au sein des Vallées pyrénéennes et dans la région de la Montagne de Navarre.
La vallée de Roncal est administrativement organisée en mancomunidad, une intercommunalité de caractère traditionnel. Celle de Salazar a le statut d'université (universidad). 

### Municipalités

Les municipalités de la comarque

La comarque regroupe 18 municipalités (municipios).
| Municipalité       | Population | Superficie | Densité |
| ------------------ | ---------- | ---------- | ------- |
| Burgui             | 227        | 64,33      | 3,53    |
| Castillonuevo      | 19         | 26,34      | 0,72    |
| Esparza de Salazar | 104        | 26,92      | 3,86    |
| Ezcároz            | 356        | 29,27      | 12,16   |
| Gallués            | 104        | 43,41      | 2,4     |
| Garde              | 179        | 43,4       | 4,12    |
| Güesa              | 57         | 26,84      | 2,12    |
| Isaba              | 487        | 147,41     | 3,3     |
| Izalzu             | 50         | 7,3        | 6,85    |
| Jaurrieta          | 214        | 30,84      | 6,94    |
| Navascués          | 195        | 96,02      | 2,03    |
| Ochagavía          | 617        | 115,03     | 5,36    |
| Oronz              | 50         | 11,1       | 4,5     |
| Roncal             | 271        | 38,8       | 6,98    |
| Sarriés            | 68         | 23,14      | 2,94    |
| Urzainqui          | 97         | 20,61      | 4,71    |
| Uztárroz           | 199        | 58,19      | 3,42    |
| Vidángoz           | 108        | 39,20      | 2,76    |

## Géographie
La superficie de la comarque de Roncal-Salazar est de 848,15 km2.
La comarque est située au nord-est de la Navarre et c'est là que l'on trouve les altitudes les plus élevées de la communauté. Elle est composée de deux vallées, celle de Roncal et celle de Salazar, auxquelles s'ajoutent les municipalités de Navascués et Castillonuevo. Elle est bordée, au nord, par la Soule, dans le département français des Pyrénées-Atlantiques, à l'ouest, par les comarques d'Auñamendi (vallée d'Aezkoa) et Lumbier. La comarque de Jacetania, en Aragon, est mitoyenne à l'est, par sa partie située dans la province de Huesca et, au sud, par celle située dans la province de Saragosse.

### Vallées

#### Vallée de Roncal

La vallée de Roncal est située au nord de la comarque, orientée dans la direction nord-sud et traversée par la rivière Esca. Elle comprend sept villages : Burgui, Garde, Isaba, Roncal, Urzainqui, Uztárroz et Vidángoz. Au nord, la vallée de Belagua est la seule vallée glaciaire de Navarre. Elle a été creusée par des langues de glace du glacier de Larra. On trouve là la Table des Trois Rois (Mesa de los Tres Reyes), point culminant de la Navarre, et d'autres sommets comme le Lacarchela, le Txamantxoia... C'est également l'un des plus grands massifs karstiques d'Europe.

#### Vallée de Salazar

Au nord de la vallée de Salazar se trouve la sierra de Abodi (1520 m). Les autres sommets importants de la vallée sont le pic d'Orhy (2018 m) et les sommets de Vileta (1408 m), Montenia (1237 m), Lizarraga (1204 m), Askomurrua (1026 m), Remendia (1381 m) et Aburua (1030 m).
Ochagavía est la localité la plus peuplée de la vallée. La principale rivière est le Salazar, qui forme, le long de son cours, des falaises rocheuses et des gorges comme celles d'Arbaiun.

## Démographie

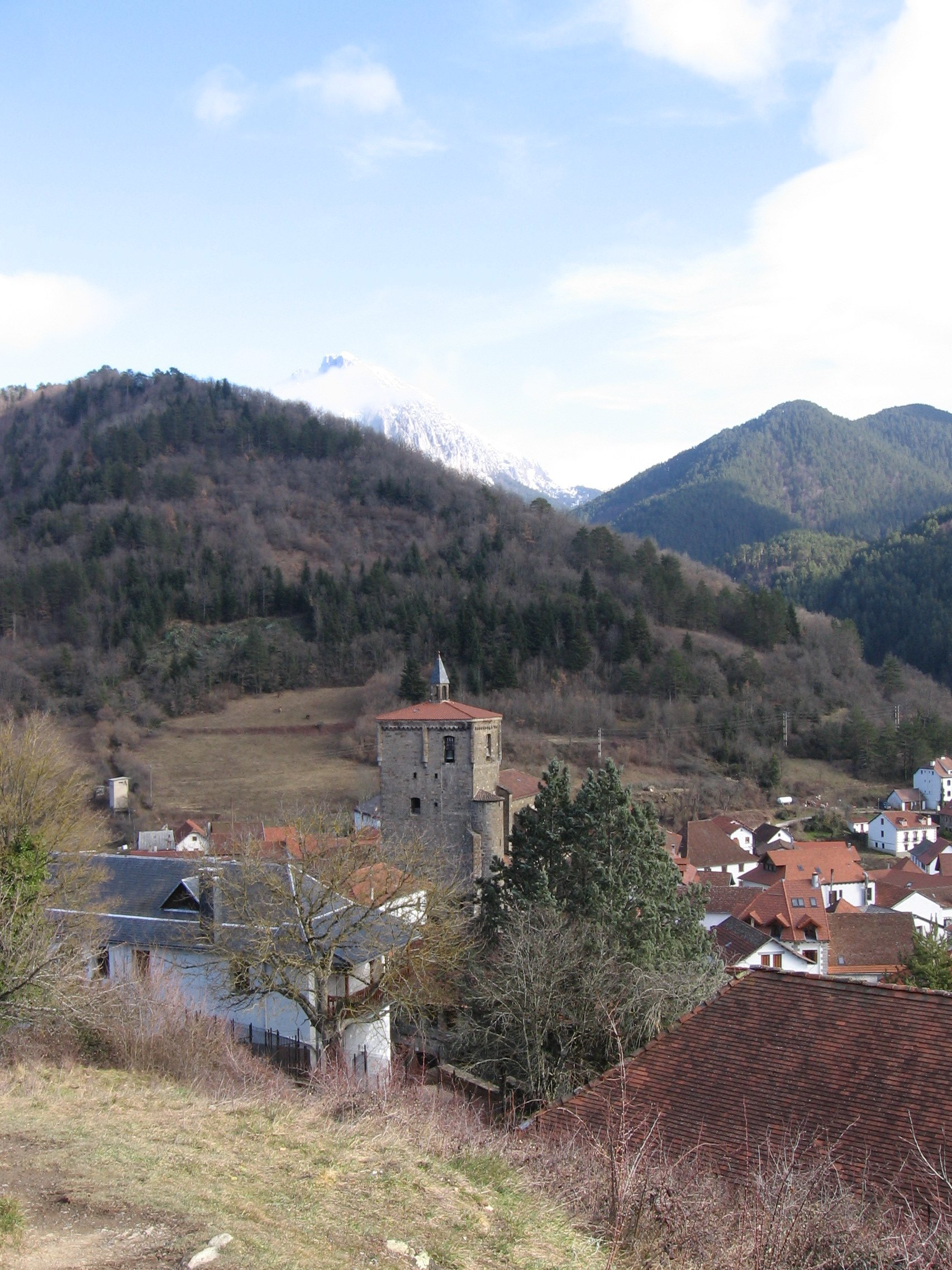
Le village d'Isaba

En 2008, la comarque de Roncal-Salazar a une population de 3 402 habitants, ce qui lui donne une densité de population de 4,01 hab/km2.

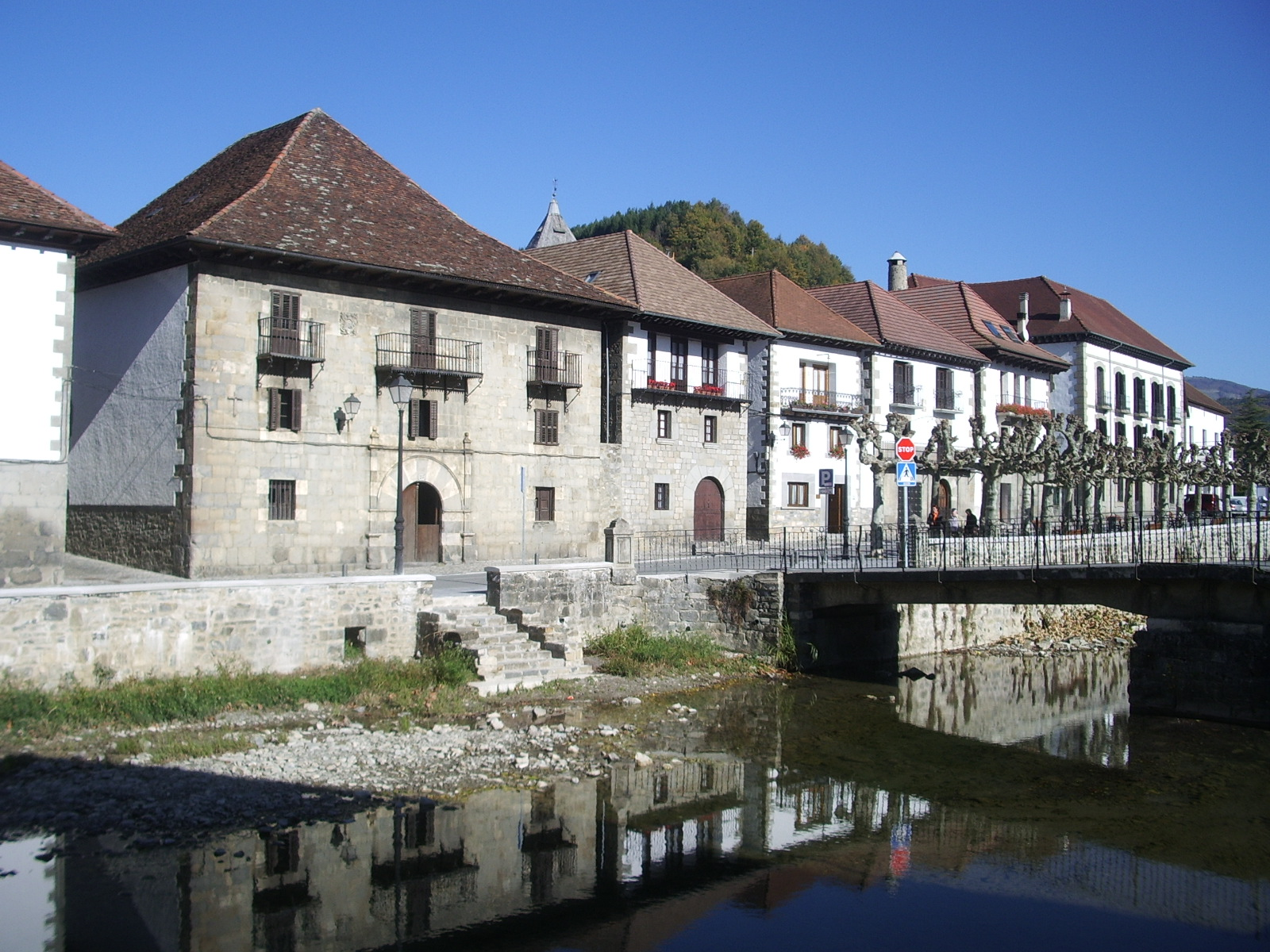
Iribarren, près d'Ochagavía

| Municipalité | 1975  | 1981  | 1986  | 1991  | 1996  | 2001  | 2005  |
| ------------ | ----- | ----- | ----- | ----- | ----- | ----- | ----- |
| Burgui       | 318   | 287   | 278   | 258   | 253   | 233   | 235   |
| Garde        | 244   | 236   | 229   | 217   | 201   | 189   | 185   |
| Isaba        | 681   | 652   | 605   | 586   | 562   | 510   | 481   |
| Roncal       | 413   | 422   | 415   | 387   | 364   | 331   | 303   |
| Urzainqui    | 157   | 150   | 129   | 120   | 111   | 103   | 106   |
| Uztárroz     | 393   | 377   | 340   | 324   | 289   | 242   | 220   |
| Vidángoz     | 138   | 133   | 120   | 111   | 117   | 106   | 114   |
| Total        | 2 344 | 2 257 | 2 116 | 2 003 | 1 897 | 1 714 | 1 644 |

| Municipalité       | 1975  | 1981  | 1986  | 1991  | 1996  | 2001  | 2005  |
| ------------------ | ----- | ----- | ----- | ----- | ----- | ----- | ----- |
| Esparza de Salazar | 199   | 160   | 159   | 136   | 122   | 103   | 100   |
| Ezcároz            | 466   | 431   | 400   | 365   | 364   | 358   | 363   |
| Gallués            | 149   | 135   | 142   | 133   | 124   | 121   | 118   |
| Güesa              | 122   | 113   | 106   | 90    | 79    | 72    | 65    |
| Izalzu             | 84    | 54    | 52    | 49    | 49    | 45    | 46    |
| Jaurrieta          | 415   | 391   | 359   | 321   | 268   | 238   | 225   |
| Ochagavía          | 826   | 777   | 721   | 676   | 701   | 666   | 651   |
| Oronz              | 66    | 70    | 70    | 57    | 53    | 56    | 55    |
| Sarriés            | 121   | 112   | 106   | 111   | 84    | 79    | 81    |
| Total              | 2 448 | 2 243 | 2 115 | 1 938 | 1 844 | 1 738 | 1 704 |

## Histoire
À partir du 25 juillet 1939, Roncal accueille les premiers travailleurs forcés envoyés là par le pouvoir franquiste. Entre 1941 et 1942, plus de 2 000 socialistes, anarchistes, communistes et nationalistes basques sont employés à la construction de la route reliant Salazar à Roncal.
La comarque de Roncal-Salazar est créée en 2000.

## Langue
Historiquement, la langue parlée dans la comarque est le basque. Celui-ci subit cependant, au cours du XXe siècle, un fort recul en faveur de l'usage du castillan. La mise en place de la décentralisation de l'Espagne, après le franquisme, provoque un regain d'intérêt pour la langue basque. En 2001, selon les données de l'Institut de statistique du gouvernement de Navarre, 21,5 % de la population de la comarque parle ou comprend le basque (17,02 % dans la vallée de Roncal, 26,69 % dans la vallée de Salazar et 14,78 % à Navascués). La vallée de Roncal fait partie de la zone mixte, où le basque n’a pas de statut officiel, sauf dans les administrations publiques.
En janvier 2006, les associations culturelles Xardoki, de Salazar, et Kebenko, de Roncal, lancent une pétition pour demander au parlement navarrais le classement des deux vallées et de Navascués dans la zone basque.

## Végétation
La comarque est caractérisée par ses pinèdes. Celles-ci sont de trois types :
- Les pinèdes mésophiles, situées dans les zones les plus humides, associent pins, sapins et hêtres. On les trouve dans le nord des vallées de Salazar et Roncal, dans la sierra de Uztarroz, à Belagua, Belabarce, Lazar et dans les vallées de Zatoya et Anduña.
- Les pinèdes xérophiles, dans les endroits ensoleillés, se caractérisent par l'absence des mousses. On les trouve dans la vallée de Roncal, notamment à Garde.
- Les pinèdes subméditerranéennes, associant Quercus pubescens et Pinus nigra, se trouvent en dehors des parties montagneuses de la comarque, principalement à l'extrême sud.